# Ariana, Un Amor de Leyenda
Ariana, Un Amor de Leyenda foi uma telenovela porto-riquenha produzida e exibida pela Telemundo (hoje WKAQ-TV) em 1981. Estrelada por Gladys Rodríguez e Arnaldo André e antagonizada por Lucy Boscana e Leornado Oliva, foi a primeira telenovela de Porto Rico exibida no Brasil. 

## Enredo
A novela conta a emocionante história de Dom Pedro, um homem poderoso e autoritário que se opõe à presença de um circo cigano em suas terras. Em um trágico incidente, ele acaba matando um dos integrantes do grupo, deixando uma viúva inconsolável, Salomé. Determinada a vingar a morte de seu marido, Salomé troca sua filha recém-nascida pelo filho recém-nascido de Dom Pedro, criando um laço de segredo e intriga.  
Ariana, a filha criada por Dom Pedro, cresce na fazenda, acreditando ser a legítima filha do fazendeiro. Com o passar dos anos, ela se vê comprometida em um casamento arranjado com Geraldo, um militar e amigo de seu pai. Apesar de não amar verdadeiramente Geraldo, Ariana aceita a união por consideração ao pai e por compaixão pela filha paralítica de seu noivo.
Entretanto, o circo cigano retorna à região, trazendo consigo Salomé e seus filhos Jairo e Dario, sendo este último o verdadeiro filho de Dom Pedro. Quando Ariana e Dario se conhecem, surge um amor ardente entre eles, desafiando as adversidades impostas por Salomé e Dom Pedro. Ariana é forçada a casar com Geraldo e enfrenta seu sofrimento nas mãos dele.
Assim, a trama se desenrola entre os conflitos familiares, as paixões proibidas e as lutas por vingança, enquanto Ariana e Dario enfrentam desafios e obstáculos em sua busca por um amor verdadeiro e uma vida feliz juntos. 

## Elenco[2]
| Ator/ Atriz         | Personagem |
| ------------------- | ---------- |
| Gladys Rodríguez    | Ariana     |
| Arnaldo André       | Dario      |
| Lucy Boscana        | Salomé     |
| Leonardo Oliva      | Geraldo    |
| Sully Díaz          | Leonela    |
| Giselle Blondet     | Virgínia   |
| Luis Abreu          | Jairo      |
| Axel Anderson       |            |
| Ángela Meyer        | Síbila     |
| Lucho Cabrera       |            |
| Junior Álvarez      | Danny      |
| Marian Pabon        |            |
| Eileen Navarro      |            |
| Flor de Loto La Rua | Tamara     |
| Marlene Gual        |            |
| Nelson Millán       |            |
| Jaime Ruiz Escobar  |            |
| Orlando Rodríguez   |            |
| Carmen Richardson   |            |
| Maribella García    |            |
| José Reymundí       |            |

## Exibição
Pouco se sabe sobre essa novela, mas sabe-se que ela foi ao ar originalmente em 1981. Foi exibida entre 25 de julho e 11 de novembro de 1983 com 95 capítulos, chegando a 12 pontos, o que foi um relativo sucesso para os padrões do canal na época. Foi reprisada entre 23 de abril a 4 de setembro de 1984, às 13 horas, substituindo a reprise de Desprezo.

## Curiosidades
Foi a primeira telenovela de Porto Rico a ser exibida no Brasil. Teve um LP/K7 lançado no Brasil, com a trilha sonora da novela, que contava com grandes artistas populares, como Lindomar Castilho e Perla. Há uma confusão entre essa novela e a telenovela Amor Cigano. O SBT tinha o costume de mudar os nomes das novelas mexicanas assim como fazia com as aberturas. Por conta da trama conter ciganos e paixões, o SBT, que na época tinha o nome de TVS, mudou o nome para "Amor Cigano", fazendo com que muitos pensassem que a novela exibida foi a de mesmo título produzida em 1982.